# شيطان الجزيرة (فلم)
فليم. سوري  مصري  بطولة محمود عبد العزيز ويسرا وناجي جبر ورفيق السبيعي ومجموعة من الفنانين السوريين واليونانين إنتاج شركة زنوبيا فيلم دمشق والمؤسسه العامه للسينما  تدور معظم احداثة في اليونان وقد منع من العرض لما يحتوية من بعض مشاهد العري .

## الممثلون
- محمود عبد العزيز: (علي بابا -كوستا- الضابط ممدوح)
- يسرا: (ليلى)
- ناجي جبر: (ناجي)
- رفيق السبيعي: (ابوصياح - الضابط رفيق)
- ارتميس شارمي: (نانا)
- كريم أبو شقرا: (مساعد رئيس العصابة)
- يعقوب أبو غزالة: (قائد المخابرات)
- ايمان زركلي: (سوزي)
- كوستا ديمتريوس: (المصور ديمتريوس)
- إبراهيم كرديه: (مساعد القائد)
- اندريا موسوليتس
- ستافروس لوراس
- نيكوس كالامبوس
- افتيوس بولايدوس

## روابط خارجية
- مقالات تستعمل روابط فنية بلا صلة مع ويكي بيانات